# Phorocera apicalis
Phorocera apicalis är en tvåvingeart som beskrevs av Robineau-desvoidy 1863. Phorocera apicalis ingår i släktet Phorocera och familjen parasitflugor.
Artens utbredningsområde är Frankrike. Inga underarter finns listade i Catalogue of Life.